# 斯沃博達 (別列戈沃區)
48°21′33″N 22°22′12″E / 48.35917°N 22.37000°E

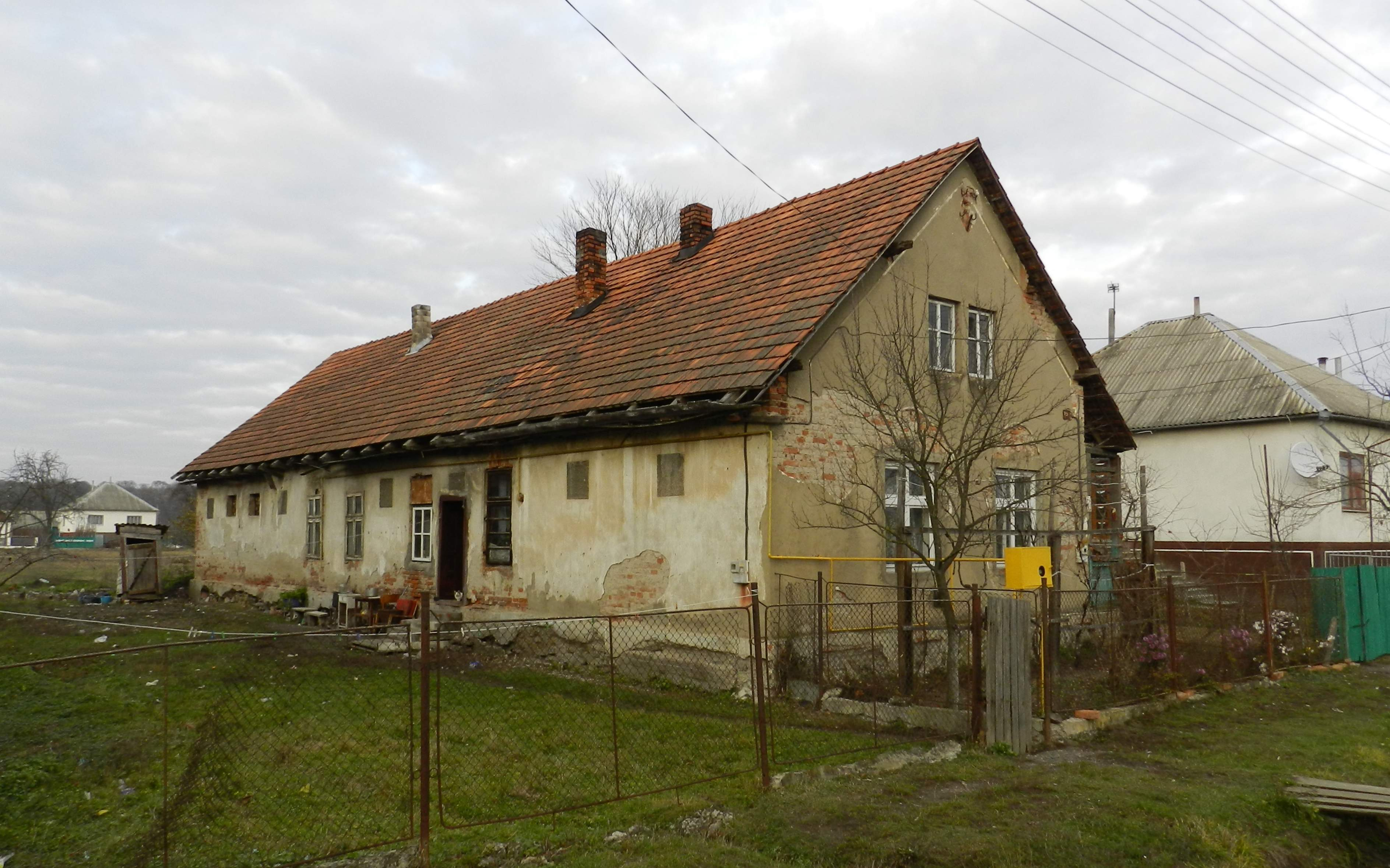
斯沃博达前军所，现为私人住宅

斯沃博達（烏克蘭語：Свобода）是烏克蘭西部的村落，隸屬外喀爾巴阡州的貝雷霍韋區。該村始建於1282年，面積3.57平方公里，海拔高度104米，2001年人口854，人口密度每平方公里239.22人。